# Patrick Velte
Patrick Velte (* 18. März 1980 in Winsen (Luhe)) ist ein deutscher Ökonom und Universitätsprofessor für Betriebswirtschaftslehre (BWL). Er ist Inhaber der Professur für Betriebswirtschaftslehre, insbesondere Accounting, Auditing und Corporate Governance, an der Leuphana Universität Lüneburg.

## Leben
Patrick Velte besuchte das Alexander-von-Humboldt-Gymnasium in Hamburg-Wilstorf und legte 1999 sein Abitur ab. Nach seinem Zivildienst studierte er von 2000 bis 2005 Betriebswirtschaftslehre an der Universität Hamburg mit den Schwerpunkten Revisions- und Treuhandwesen, Betriebswirtschaftliche Steuerlehre und Recht der Wirtschaft. Er schloss sein Studium als Diplom-Kaufmann ab.
Nach seinem betriebswirtschaftlichen Studium arbeitete Velte von 2005 bis 2008 als Wissenschaftlicher Mitarbeiter am Institut für Wirtschaftsprüfung und Steuerwesen der Universität Hamburg am Arbeitsbereich Revisions- und Treuhandwesen. Er promovierte 2008 mit „summa cum laude“ an der Universität Hamburg. Die Dissertation trägt den Titel „Intangible Assets und Goodwill im Spannungsfeld zwischen Entscheidungsrelevanz und Verlässlichkeit“.
Im Anschluss an seine Promotionszeit arbeitete Velte von 2008 bis 2012 als wissenschaftlicher Mitarbeiter und Habilitand am Institut für Wirtschaftsprüfung und Steuerwesen. Er habilitierte sich Ende 2012 mit dem Thema „Das Kooperationsverhältnis zwischen Aufsichts- bzw. Verwaltungsrat und Abschlussprüfer“ auf der Grundlage einer kumulierten Schrift an der Universität Hamburg. Zugleich wurde ihm die Venia Legendi für das Fachgebiet Betriebswirtschaftslehre verliehen.
Nach einer Ausübung von Vertretungsprofessuren für Betriebswirtschaftslehre, insbesondere Wirtschaftsprüfung, an der Universität Trier (WS 2010/11) und für Betriebswirtschaftslehre, insbesondere Controlling, an der Universität Hamburg (WS 2012/13) sowie einem Forschungsaufenthalt an der University of Tartu an der Faculty of Economics and Business Administration verwaltete Velte von April 2013 bis September 2014 an der Leuphana Universität Lüneburg die Professur für Accounting. Seine Berufung als Universitätsprofessor erfolgte mit Wirkung vom 1. Oktober 2014. Er ist seitdem Inhaber der Professur für Betriebswirtschaftslehre, insb. Accounting, Auditing & Corporate Governance am Institut für Management, Accounting & Finance (IMAF) an der Fakultät Management & Technologie der Leuphana Universität Lüneburg.

## Forschungsschwerpunkte
Velte forscht schwerpunktmäßig zu den Bereichen Nachhaltigkeitsberichterstattung (Sustainability Reporting), Nachhaltigkeitsprüfung (Sustainability Assurance) sowie nachhaltige Unternehmensführung (Sustainable Corporate Governance) nach dem Environmental, Social & Governance (ESG)-Konzept. Hierbei werden konzeptionelle und empirische Forschungsmethoden eingesetzt. Ein besonderer Fokus richtet sich an die Erstellung, Prüfung und Überwachung von (integrierten) Nachhaltigkeits- und Corporate Governance-Berichten bei börsennotierten Unternehmen am europäischen Kapitalmarkt.
Das Schriftenverzeichnis beläuft sich auf Publikationen in englisch- und deutschsprachigen Fachzeitschriften, Monografien und Sammelbänden. Zudem ist er Mitherausgeber und Fachbeirat von (inter)nationalen Fachzeitschriften in den Bereichen Accounting, Auditing & Corporate Governance (z. B. Zeitschrift für Corporate Governance (ZCG), Zeitschrift für internationale und kapitalmarktorientierte Rechnungslegung (KoR)). Seine Forschungsergebnisse wurden u. a. im Journal of Accounting Literature, Journal of International Accounting, Auditing and Taxation, Qualitative Research in Accounting and Management, European Management Journal, Business Strategy and the Environment, Review of Managerial Science sowie Corporate Social Responsibility and Environmental Management veröffentlicht.

## Rankings
Im Ranking (Dezember 2024) der WirtschaftsWoche zu den forschungsstärksten Betriebswirten aus dem deutschsprachigen Raum (Deutschland, Österreich und die Schweiz) im Zeitraum 2020–2024 belegte Velte den 4. Platz und beim Ranking des wissenschaftlichen Lebenswerkes der forschungsstärksten Betriebswirte den 6. Platz.
Bei ScholarGPS ist er als „Highly Ranked Scholar“ im Ranking 2024 in der Kategorie „Prior five years“ (2020–2024) vertreten.
Zudem wurde Velte als „Top 2% Scientist“ im Single Recent Year-Ranking 2023 von Elsevier in Kooperation mit der Stanford University ausgewiesen.

## Auszeichnungen
Für seine Dissertation erhielt Velte den Förderpreis der Esche Schümann Commichau Stiftung Hamburg im Jahr 2009.

## Schriften (Auswahl)
- Velte, P./Graewe, D. (2021). Reform der Corporate Governance nach dem Wirecard-Skandal: Grundlagen. Problemfelder. Lösungsansätze, Herne 2021 (NWB-Verlag)
- Velte, P./Müller, S./Weber, S./Sassen, R./Mammen, A. (2018). Rechnungslegung, Steuern, Corporate Governance, Wirtschaftsprüfung und Controlling. Beiträge aus Wissenschaft und Praxis, Wiesbaden 2018 (Springer/Gabler Verlag)
- Velte, P. (2008). Intangible Assets und Goodwill im Spannungsfeld zwischen Entscheidungsrelevanz und Verlässlichkeit. Eine normative, entscheidungsorientierte und empirische Analyse vor dem Hintergrund internationaler und nationaler Rechnungslegungs- und Prüfungsstandards, Wiesbaden 2008 (Springer/Gabler; zugleich Dissertation).